# Каипинг
Каипинг ( кинески : 開平) или Хои Пинг, град је и истоимена општина у јужној провинцији Гуангдунг у Кини. Његови становници говоре локалну варијацију дијалекта Тајшан. Налази се 140 км од Гуангџоу, на југозападном делу на естуара Бисерне реке. Административно припада префектури Ђангмен, а статус града има тек од 1993. године. Каипинг је најпознатији по хиљадама вишеспратних кула дијалоу ((碉樓) изграђених на овом подручју за време  династије Ћинг, углавном двадесетих и тридесетих година 20. века. Двадесет дијалоу кула у Капингу и околним селима било је уписано на УНЕСЦО- ву листу светске баштине у Азији и Океанији 2007. године.  као „сложен и раскошан спој традиционалне кинеске архитектуре и западњачких декоративних елемената “.

## Знаменитости
Највећа знаменитост Каипинга и околине су куле дијаолоу, од којих је више од три хиљаде изграђено током 1920-их и 1930-их. До данас их је сачувано око 1.800. Ове куле су углавном грађене од армираног бетона и имале су различите улоге као привремена сеоска склоништа за више породица, утврђене резиденције богатих породица или једноставно као карауле, углавном против пљачкаша. Наиме, ове куле су завршна фаза локалне градитељске традиције као одговор на пљачкашке банде,а која је настала током династије Минг .